# Heidelberger Platz (metropolitana di Berlino)
La stazione di Heidelberger Platz è una stazione della metropolitana di Berlino, sulla linea U3.
È posta sotto tutela monumentale (Denkmalschutz).

## Interscambi
- Stazione ferroviaria (Heidelberger Platz)[2]
- Fermata autobus